# ليمور جولي فأري
ليمور جولي الفأري (Microcebus jollyae) هو ليمور فأري صغير يستوطن مدغشقر. سُمي هذا الليمور تكريمًا لعالم الرئيسيات أليسون جولي.